# Cologne (Gers)
Cologne é uma comuna francesa na região administrativa da Occitânia, no departamento de Gers. Estende-se por uma área de 6.52 km², e possui 920 habitantes, segundo o censo de 2018, com uma densidade de 140 hab/km².